# Szlachta w Polsce

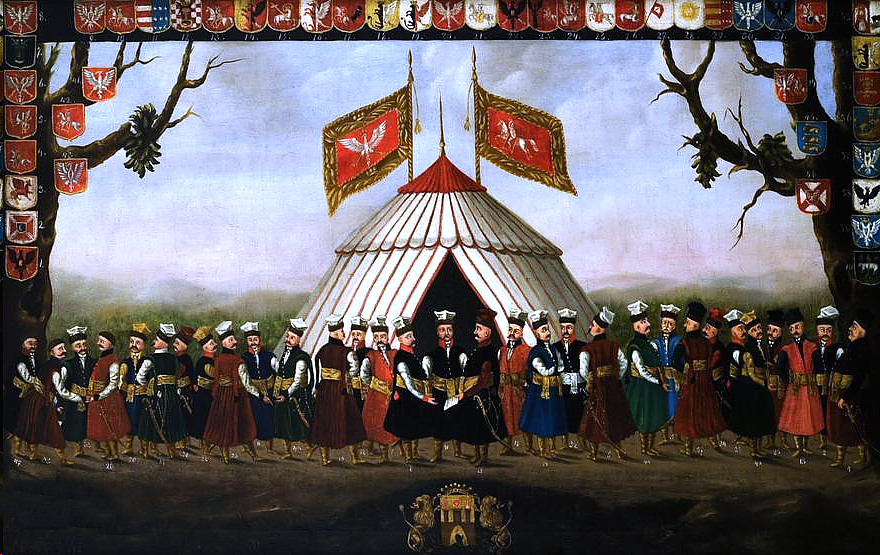
Polska szlachta w mundurach wojewódzkich w XVIII wieku

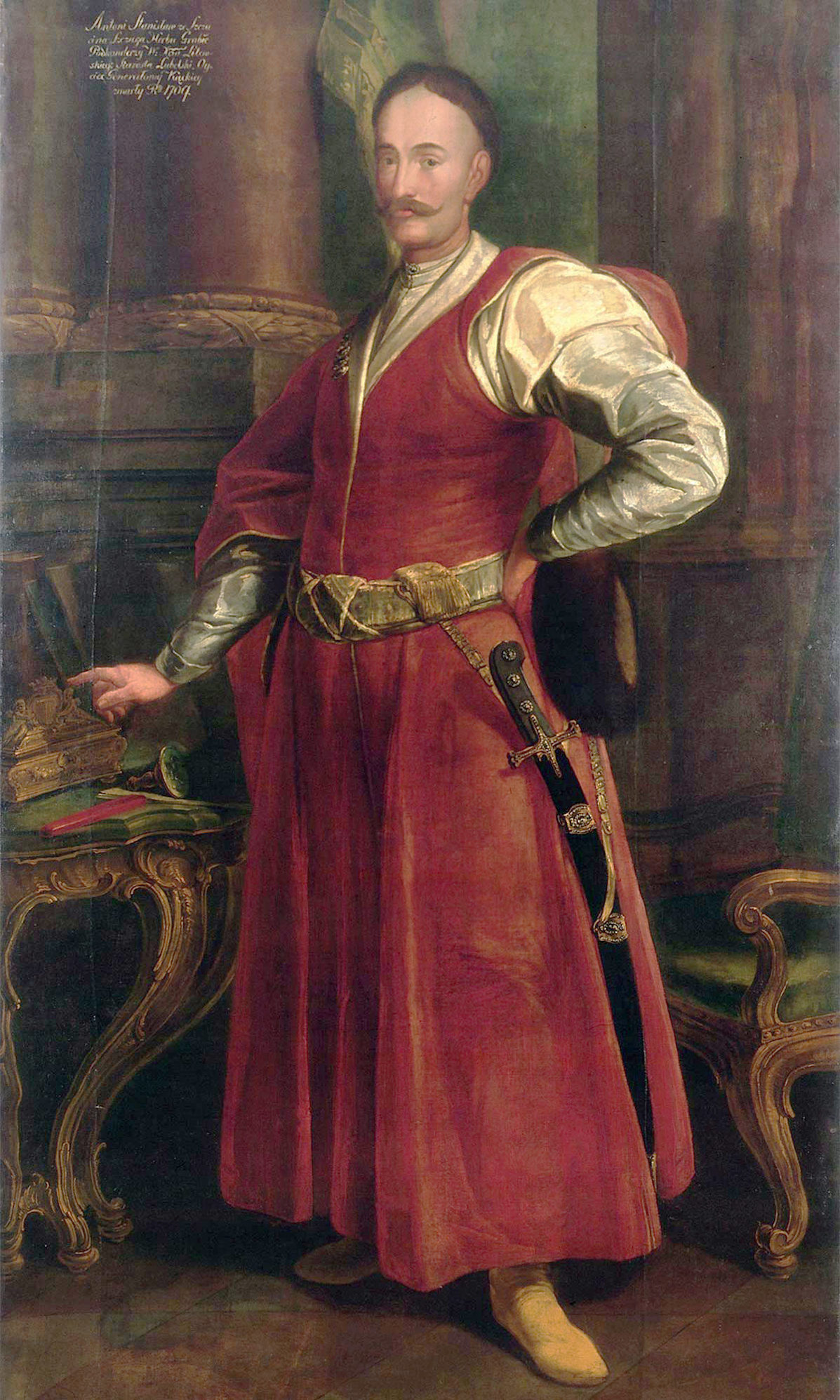
Szlachcic polski – popularny, imaginacyjny portret Stanisława Antoniego Szczuki, ok. 1735-1740, nieznanego autora, pałac w Wilanowie, galeria

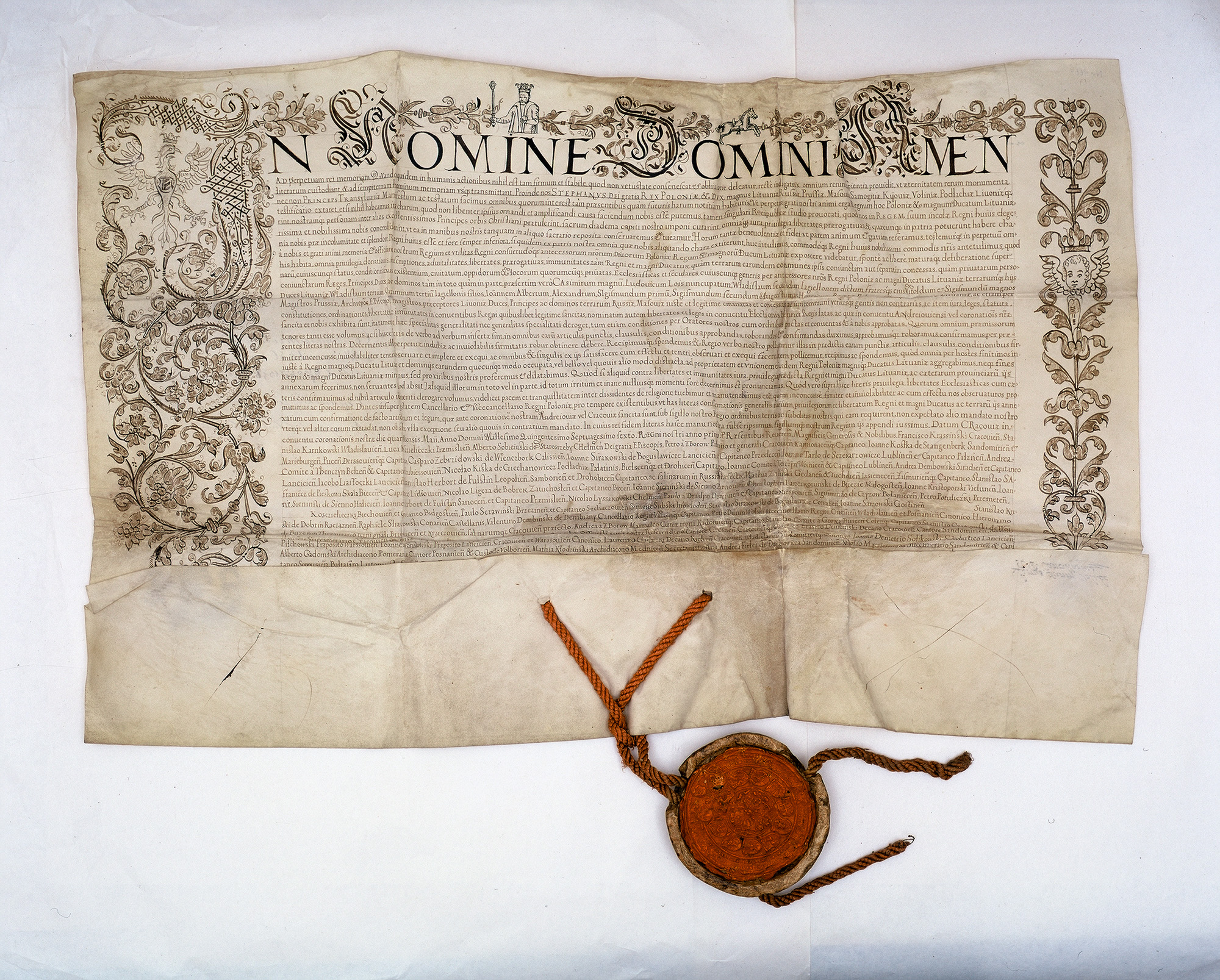
Potwierdzenie przez króla polskiego Stefana Batorego na sejmie koronacyjnym w 1576 roku praw i przywilejów szlachty Rzeczypospolitej

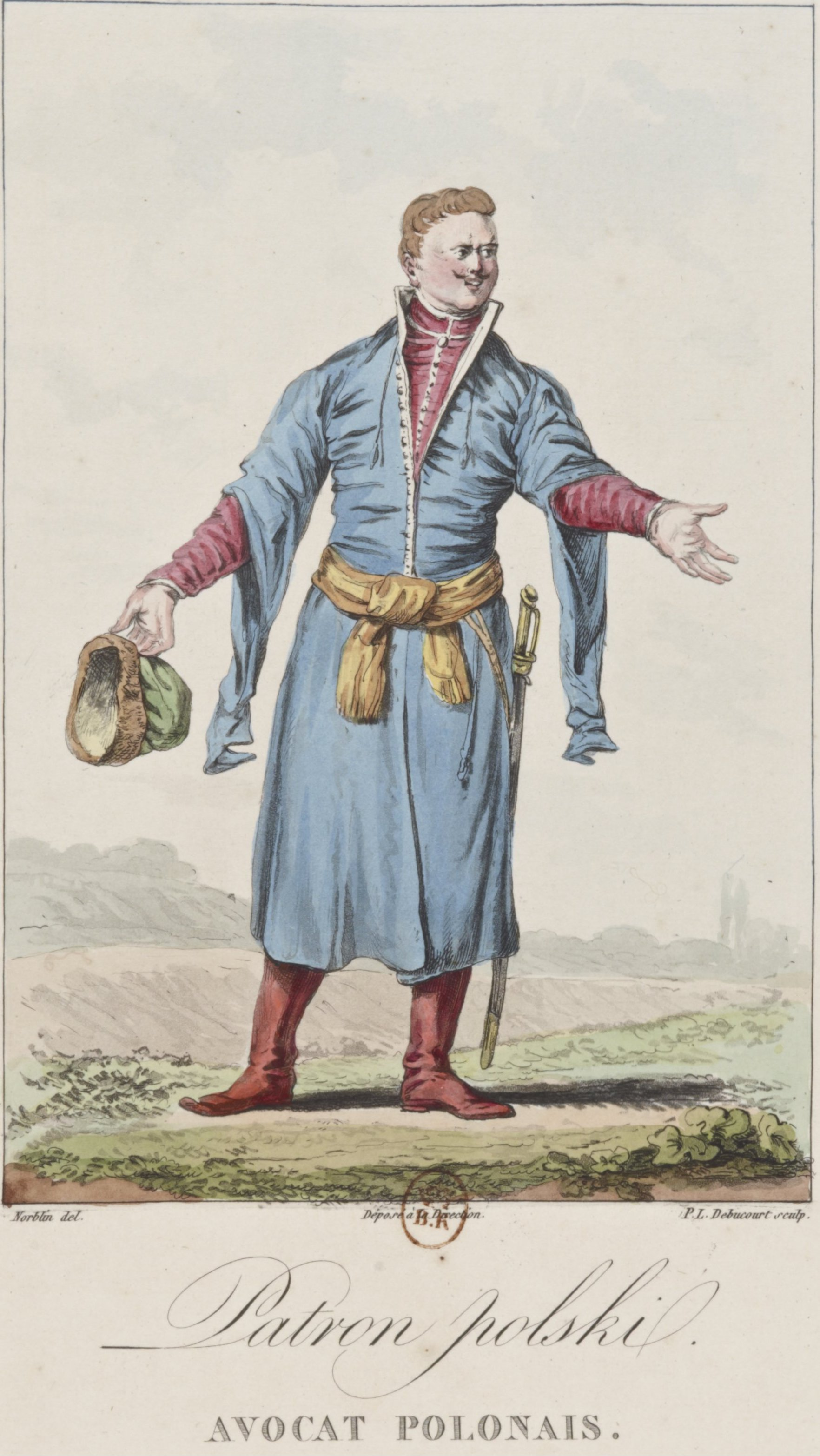
Polski szlachcic w kontuszu i żupanie z rogatywką w ręku na XVIII-wiecznym rysunku Jana Norblina

Szlachta polska – stan społeczny istniejący w Koronie Królestwa Polskiego i Rzeczypospolitej Obojga Narodów w tym na obecnych ziemiach polskich, litewskich, białoruskich i ukraińskich oraz łotewskich i estońskich, funkcjonujący również w czasie zaborów oraz pierwotnie w II RP do 1921 roku, kiedy prawnie został zniesiony na mocy konstytucji. Powstała z przekształcenia się stanu rycerskiego w szlachecki.
Do końca XVIII wieku szlachta w Polsce cieszyła się licznymi przywilejami (przywileje szlacheckie): m.in. wyłącznego prawa do posiadania własności ziemskiej, wolności od uwięzienia przed wydaniem wyroku sądowego (neminem captivabimus nisi iure victum, prawo to nie przysługiwało nieposesjonatom), wolności od podatków z ziem folwarcznych, wolności od ceł przywozowych za towary nabyte za granicą na własny użytek, prawa do nabywania po niskiej cenie soli, wyłączności do korzystania z praw publicznych, wyłączności na dostęp do godności świeckich i publicznych.
Samo szlachectwo nie dawało pełni praw, dopiero w powiązaniu z ziemiaństwem stanowiło obywatelstwo i stwarzało możliwości korzystania ze wszystkich wolności szlacheckich.
Według nowszej historiografii szlachty w Polsce było w stosunku do całej ludności około 6%, podczas gdy w Anglii, Francji (z wyjątkiem Bretanii), Rosji, Czechach i Austrii wskaźnik ten nie przekraczał 2%, a porównywalny poziom osiągał w Europie jedynie w Hiszpanii i na Węgrzech.

Szlachta polska jest Elektorką Królów, matką i zarodem Senatu, stanowicielką Praw, sprawczynią Sądów, mocą wojska, ozdobą pokoju, tarczą wolności. Zaszczytów tych zazdroszczą jej sąsiedzi, nie pojmują barbarzyńcy, lękają się nieprzyjaciele. Piotr Mieszkowski, Polonus iure politus.

## Nazwa
Nazwa szlachta wywodzi się od niemieckiego słowa geschlecht (ród) lub od starodolnoniemieckiego slahta, co oznacza rąbać (oba słowa mogły się też wymieszać). Do Polski słowo to przyszło z Czech, w towarzystwie innych słów dotyczących kwestii administracyjnych państwa. Mianem tym określano ludzi szlachetnie urodzonych, czyli wywodzących się od rodziców o takim samym pochodzeniu, lub uszlachconych w uznaniu jakichś szczególnych zasług, w odróżnieniu od pospólstwa. Formalnie i prawnie nie istniało w Polsce rozróżnienie na szlachtę wyższą i niższą, różnice leżały jedynie w zamożności. Rozróżnienie formalne istniało jeszcze w stanie rycerskim, kiedy to przewidywano odmienne kary dla rycerstwa wyższego i niższego, lecz ustrój demokracji szlacheckiej zrównał nominalnie w prawach wszystkich szlachetnie urodzonych. Z czasem jednak i z napływem szlachty zagranicznej, zaczęło się pojawiać coraz głębsze zróżnicowanie ekonomiczne, pojawiły się rody arystokratyczne, szlachta średnia i szlachta szaraczkowa, o różnym statusie społecznym, czasem różniąca się od chłopstwa jedynie kultywowaniem rodowej tradycji i odrębnym statusem prawnym.
Według polskiego etnografa Zoriana Dołęga-Chodakowskiego, autora książki O Sławiańszczyźnie przed Chrześcijaństwem [1818] słowo szlachta należy łączyć z trzonem Lach. (z-lachcić) W swoim dziele pisał on:
"Kto się dorobił godności zasługami (...) ten mógł się dostać do grona lachów, ten mógł powiększyć koło lachów, zatem ten z-lachcił się, stał się zlachconym, otrzymywał znak rodzinny, herb i dawał początek rodowi ślacheckiemu."
Od XIV wieku wśród polskiej szlachty zapanowała moda na dodawanie do nazwisk odmiejscowego morfemu -ski, -cki lub -dzki, która była charakterystyczną końcówką dla szlacheckich nazwisk polskiego pochodzenia. Nazwiska z tego typu przyrostkami wiążą się z sarmacką kulturą szlachecką i były odpowiednikiem zwrotów tytularnych występujących w szlacheckich nazwiskach za granicą jak we Francji de czy w Niemczech von.

## Stan szlachecki
Szlachta ukształtowała się w Europie w średniowieczu, najczęściej jednak wywodzi się pochodzenie stanu szlacheckiego z dawniejszych czasów, z arystokracji plemiennej (wodzowie plemion, starszyzna, uprzywilejowane kasty wojowników) okresu wędrówki ludów. Pierwszymi szlachcicami byli rycerze, grupa uprzywilejowana i obdarzana przywilejami przez władców, jako główne ich oparcie w dążeniu do władzy i w jej utrzymywaniu. Później godność szlachecką można było uzyskać poprzez uszlachcenie (w nagrodę za zasługi dla władcy) lub zwykłą drogą kupna tytułu. Szlachta posiadała szereg przywilejów oraz obowiązków. W odróżnieniu od powstałej na Zachodzie struktury feudalnej, w Polsce istniał podział na gentes, do których należały rodziny możnowładców i drobnej szlachty, równe pod względem prawnym.
W Koronie na mocy konstytucji sejmu 1505 roku, na Litwie Statutu, szlachectwo tracili ci, którzy osiedlili się w mieście, zajmowali się kramarstwem, szynkarstwem oraz pełnili urzędy miejskie. W Wielkim Księstwie szlachectwo tracono czasowo. W Koronie tak było tylko do roku 1633, kiedy sejm uchwalił konstytucję O wywodzeniu szlachectwa, która nie tylko wykluczała możność powrotu, ale odmawiała szlachectwa dzieciom urodzonym w czasie, gdy rodzice trudnili się zajęciami miejskimi.
Szlachta polska posiadała nieograniczone prawo do myślistwa.
Od XVII wieku stan szlachecki w Polsce stał się bardziej hermetyczny, dążył do podkreślenia swej wyjątkowości, nawet poprzez mitologizowanie swego pochodzenia (Sarmacja). Temu samemu służyło legitymowanie się dokumentami rodowymi – osoby nie posiadające takowych, czy legitymujące się świeżym szlachectwem, nie miały wielkich szans na wejście do starych rodzin, a małżeństwa zawierane między osobami szlachetnie urodzonymi z osobami o bardziej pospolitym pochodzeniu (również mieszczańskim) były postrzegane jako mezalianse. Prowadziło to nieuchronnie do endogamii i zamykania się szlachty w wąskim kręgu. W późniejszych czasach nobilitacje szlacheckie leżały w gestii władz państwowych i były nadawane za zasługi wojskowe lub cywilne. Z czasem szlachta zaczęła tracić znaczenie – coraz ważniejsze stawało się wykształcenie i stan posiadania, a te nie zawsze szły w parze ze starożytnością rodu.

### Zniesienie
Ustrój stanowy w Polsce został zniesiony przez Konstytucję marcową z 17 marca 1921. W artykule 96. zapisano: Rzeczpospolita Polska nie uznaje przywilejów rodowych ani stanowych, jak również żadnych herbów, tytułów rodowych i innych z wyjątkiem naukowych, urzędowych i zawodowych. Obywatelowi Rzeczypospolitej nie wolno przyjmować bez zezwolenia Prezydenta Rzeczypospolitej tytułów ani orderów cudzoziemskich. Ten antyszlachecki w swojej wymowie przepis został uchylony następnie przez Konstytucję kwietniową, uchwaloną 23 kwietnia 1935, głoszącą w art. 81 ust. 2: Jednocześnie uchyla się ustawę z dnia 17 marca 1921 r. (...), z wyjątkiem art. 99, 109-118 i 120, co oznaczało, że od czasu, gdy obowiązywała Konstytucja kwietniowa, tytułów szlacheckich i arystokratycznych można było używać, gdyż art. 96 Konstytucji marcowej wraz z innymi jej przepisami, z wyjątkiem wyraźnie utrzymanych w mocy, został uchylony. Jednocześnie państwo polskie nie przywracało cofniętych prerogatyw stanu szlacheckiego – art. 7 Konstytucji kwietniowej stanowił: 1. Wartością wysiłku i zasług obywatela na rzecz dobra powszechnego mierzone będą jego uprawnienia do wpływania na sprawy publiczne. 2. Ani pochodzenie, ani wyznanie, ani płeć, ani narodowość nie mogą być powodem ograniczenia tych uprawnień. Konstytucja Polskiej Rzeczypospolitej Ludowej do kwestii tytułów szlacheckich i arystokratycznych nie odnosiła się w ogóle. Zanim jednak 22 lipca 1952 uchwalono Konstytucję PRL, w manifeście PKWN 22 lipca 1944 tymczasowo zostały przywrócone do życia „podstawowe założenia” Konstytucji marcowej, która „herbów, tytułów rodowych i innych” nie uznawała, z czego wypływa wniosek, że Polska Ludowa, podobnie jak II RP do 1935, także tych tytułów nie uznawała (pozostawałoby to zresztą w sprzeczności z aksjologią państwa komunistycznego, gdzie szlachta i arystokracja byli wrogami klasowymi, jako obszarnicy i wyzyskiwacze). Ponieważ demokratyczny ustrojodawca nie zakwestionował skutków prawnych działalności organów organów Polski Ludowej, zaś współczesna Konstytucja Rzeczypospolitej Polskiej z 2 kwietnia 1997 w art. 32, ust. 1 głosi: Wszyscy są wobec prawa równi. Wszyscy mają prawo do równego traktowania przez władze publiczne, należy przyjąć, że III RP tych tytułów również nie uznaje. Interpretację tę potwierdził wyrok Naczelnego Sądu Administracyjnego z dnia 8 października 2008. W 2006 kierownik Urzędu Stanu Cywilnego Łódź-Centrum odmówił uzupełnienia aktu urodzenia poprzez wpisanie przed nazwiskiem wnioskodawcy członu „hrabia”. Od tej decyzji wnioskodawca złożył odwołanie do Wojewody Łódzkiego, a następnie skargę do Wojewódzkiego Sądu Administracyjnego w Łodzi, jednak decyzja została utrzymana w mocy przez kolejne instancje administracyjne i sądowe. Naczelny Sąd Administracyjny skargę kasacyjną od wyroku WSA w Łodzi, odmawiającego możliwości używania w aktach stanu cywilnego tytułu „hrabia”, ostatecznie oddalił, co oznacza, że tytułów szlacheckich i arystokratycznych w dokumentach urzędowych używać nie można.

## Liczba szlachty
Udział stanu szlacheckiego w całkowitej populacji Rzeczypospolitej nie został dotąd precyzyjnie oszacowany dla całości terytorium; zadanie to utrudnia fragmentaryczność źródeł i różnice w metodach badawczych. Witold Kula obliczył w 1951, że w Wielkopolsce, Małopolsce i Mazowszu szlachta stanowiła średnio 9,8% ogółu mieszkańców i stąd w historiografii polskiej drugiej połowy XX w. przyjęła się wielkość 8–10%. Norman Davies oceniał, pisząc w 1981, że proporcja ta wynosiła 6,6% społeczeństwa w dobie unii lubelskiej z 1569, około 9% w końcu XVII w. i wzrosła jeszcze w XVIII w., a Andrzej Zajączkowski podawał w 1993, że w 1791 szlachty w Polsce było w stosunku do całej ludności około 8%. Już jednak w latach 70. Emanuel Rostworowski szacował liczbę szlachty w przededniu rozbiorów na 6–6,5% ludności. Zbliżone wartości zaakceptowała pod wpływem analiz o zasięgu regionalnym (m.in. w ramach prac nad Atlasem historycznym Polski) nowsza historiografia z przełomu XX/XXI wieku: nie więcej niż 5–6% dla Korony w XVI w. (Andrzej Wyczański, 2001) lub 5,5–6,5% dla całości Rzeczypospolitej (Mariusz Markiewicz, 2007). W 1983 Henryk Łowmiański obliczył dla Litwy z 1528 współczynnik rozpowszechnienia stanu szlacheckiego na poziomie 3,9%.
Rozmieszczenie szlachty na terenie Rzeczypospolitej w XVII wieku było bardzo nierównomierne: na Podlasiu szlachta stanowiła 26,7% mieszkańców, w powiecie zambrowskim nawet 60%, w ziemi łomżyńskiej – 47%, w ziemi wiskiej – 45%, natomiast województwo bracławskie zamieszkiwał zaledwie 1% szlachty, krakowskie – 1,7%, prawobrzeżną Ukrainę – 2,3%, ziemię wieluńską – 2,45%, województwo sieradzkie – 4,66%, Wielkopolskę – 4,8% (według Jerzy Topolskiego – 3,25%), województwo pomorskie – 6,7% i województwo chełmińskie – 7,9%.

## Podziały majątkowe i wyznaniowe szlachty polskiej

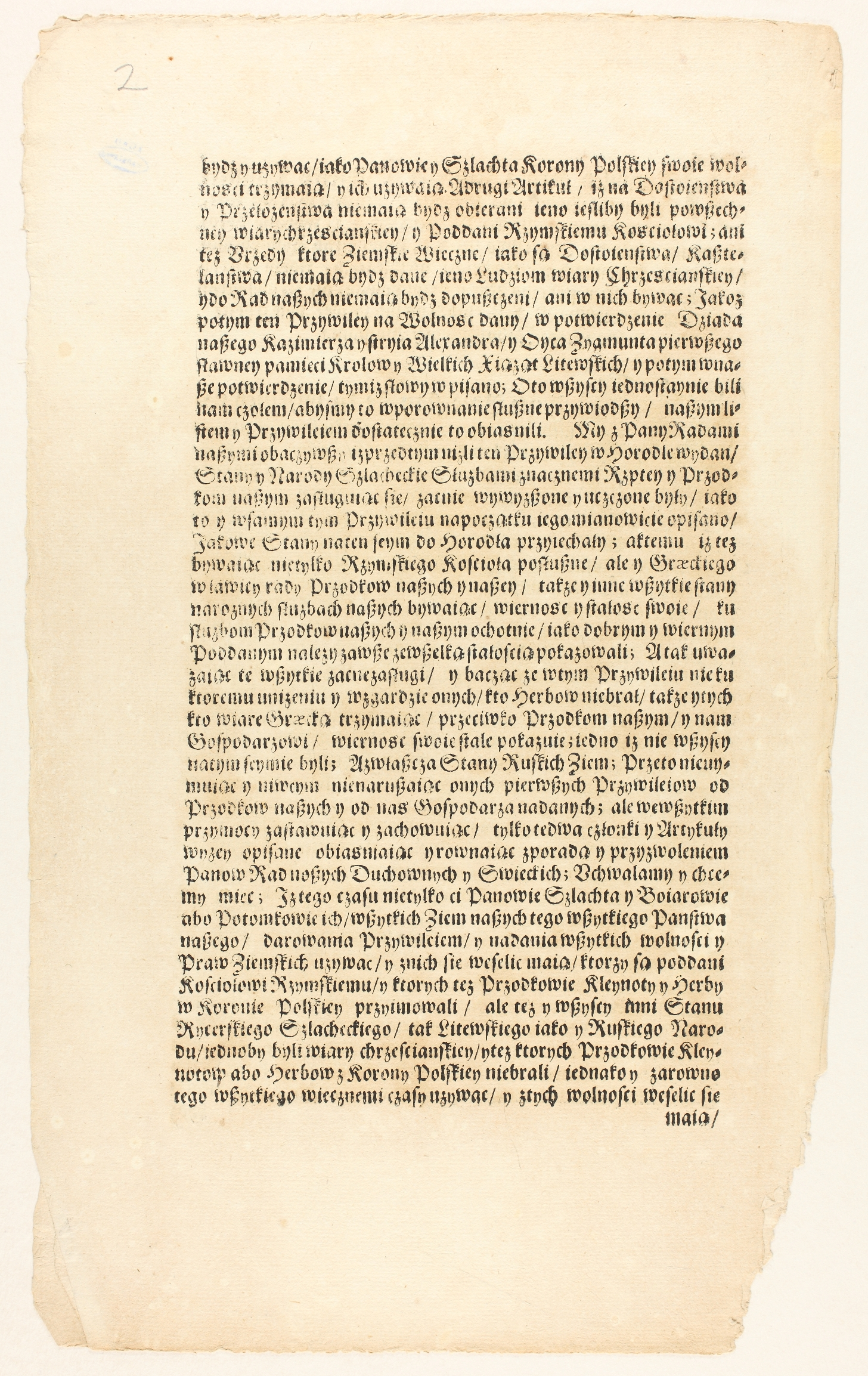
Przywilej króla polskiego i wielkiego księcia litewskiego, Zygmunta Augusta, wydany na sejmie wileńskim w 1563 roku, zrównujący w prawach i przywilejach litewską szlachtę prawosławną z katolicką – druk z 1572 roku.

W obrębie szlachty wyróżnia się przynajmniej cztery grupy: magnaterię, ziemiaństwo (posesorów jednej lub kilku wiosek), szlachtę zagrodową i gołotę, pomiędzy tymi grupami istniały antagonizmy.
Pierwsze dokładniejsze informacje na temat podziału polskiego społeczeństwa na stany pochodzą z tzw. spisów pogłównych. W 1520 roku pogłówne zróżnicowano w zależności od stanowisk, wyróżniając prawie 200 różnych grup podatkowych. Upraszczając zagadnienie, wyróżniono 6 stanów: duchowieństwo, urzędnicy koronni, szlachta, ludność wiejska, miejska i Żydzi, przy czym w grupie określonej jako szlachta znaleźli się zarówno bogaci właściciele ziemscy, jak i drobna szlachta, a wreszcie osoby im podległe – sołtysi. Jednakże ówczesny historyk Marcin Kromer dzielił społeczeństwo polskie jeszcze prościej, na duchowieństwo i świeckich, a tych ostatnich na szlachtę i ludzi niskiego pochodzenia. Cała szlachta polska, przeciwnie niż szlachta zachodnia, była równa wobec prawa i cała miała takie same obowiązki. Szlachectwo przysługiwało szlachetnie urodzonym, czyli wywodzącym się od rodziców o takim samym pochodzeniu (od 1505 roku przynajmniej ojciec musiał być szlachcicem), lub nobilitowanym (uszlachconym) w uznaniu jakichś szczególnych zasług, w odróżnieniu od pospólstwa.
Formalnie i prawnie nie istniało w Polsce rozróżnienie na szlachtę wyższą i niższą, różnice leżały jedynie w zamożności. Rozróżnienie formalne istniało jeszcze w stanie rycerskim, kiedy to przewidywano odmienne kary dla rycerstwa wyższego i niższego, lecz ustrój demokracji szlacheckiej zrównał nominalnie w prawach wszystkich szlachetnie urodzonych. Z czasem jednak i z napływem szlachty zagranicznej, zaczęło się pojawiać coraz głębsze zróżnicowanie ekonomiczne, pojawiły się rody arystokratyczne, średnia szlachta i drobna szlachta o różnym statusie społecznym, czasem różniąca się od chłopstwa jedynie kultywowaniem rodowej tradycji. Drobną szlachtę nazywano szlachtą:
- szaraczkową (nazwa pochodzi od noszonych przez nią żupanów z szarej, niefarbowanej wełny),
- zagrodową (ponieważ dysponowała niewielkimi gospodarstwami, zagrodą),
- zagonową (od zagonu, czyli niewielkiej ilości posiadanego pola),
- cząstkową (od małej części posiadanej wsi),
- zaściankową (od zaścianka oznaczającego wieś zamieszkiwaną przez szlachtę),
- okoliczną (od okolicy, czyli kolejnego określenia szlacheckiej wsi),
- drążkową (nie starczało dla niej krzeseł i ław a zasiadała na wąskich niewygodnych ławkach, drążkach),
- chodaczkową (od noszonych częstokroć chodaków z kory lipowej zamiast butów)
- gołotą (jeżeli nie posiadała w ogóle ziem),

a pogardliwie:
- pankami (np. wśród szlachty kaszubskiej).
- szlachtą brukową (od bruku miejskiego, szlachta, która mieszkała w mieście).

Rody najstarsze, które wydały senatorów, a także ministrów lub dygnitarzy koronnych, zwano potocznie „karmazynami” lub szlachtą karmazynową. Nosili żupany czerwone, czyli karmazynowe (stąd nazwa).

## Herby szlacheckie
W Polsce herb przysługiwał najczęściej pewnej grupie ludzi, a nie pojedynczej osobie, a więc polski szlachcic dzielił swój herb z wieloma rodzinami (tzw. herbowni, ród heraldyczny, herbowy), czasem z nim nie spokrewnionymi, a mającymi taki sam herb, zawołanie. Pierwotnie nazwiska szlacheckie miały formę odpowiadającą ich niemieckim czy francuskim odpowiednikom, z tym że w miejscu niemieckiego von czy francuskiego de występowało polskie z. Na przykład zmarły pod koniec XIV wieku dziad Piotra Lubomirskiego nazywał się Michał z Grabi. Dopiero później nazwiska nabrały charakteru przymiotnikowego i zaczęły się kończyć na -cki lub -ski. Natomiast trudno jest wyjaśnić, czym kierowano się wybierając nazwy herbowe – panowała tu zupełna dowolność. Jak głosi podanie herb Jelita narodził się pod Płowcami, gdzie król polski miał nim obdarzyć jednego ze swych żołnierzy, Floriana Szarego, ciężko rannego w brzuch. Dla uhonorowania jego męstwa utworzono ród Jelita. Później herbem tym pieczętowało się wiele rodzin. Osoby zjednoczone pod jednym herbem czuły zwykle silną więź „rodzinną” mimo – czasami – zupełnego braku więzów krwi. Jedną z konsekwencji istnienia rodów herbowych była prostota polskiej heraldyki – nie istniało np. w niej rozróżnienie na młodszą i starszą linię rodu. Ponieważ zaś nie istniało w Polsce żadne „kolegium heraldyczne”, które rozsądzałoby kwestie sporne w zakresie pochodzenia, osoba, która była podejrzewana o podszywanie się pod jakiś herb, była wzywana do sądu (tzw. nagana szlachectwa), a tam albo musiała okazać odpowiednie papiery nobilitacyjne, albo przedstawić sześciu szlachetnie urodzonych świadków, którzy zaświadczali o przynależności danej rodziny do stanu szlacheckiego od co najmniej trzech pokoleń. W okresie rozbiorów heroldie państw zaborczych wymagały od polskiej szlachty dokumentów potwierdzających szlachectwo. Zwykle wystarczały dokumenty potwierdzające posiadanie wśród przodków osoby piastującej stanowisko wojskowe, urząd czy dokument nadania ziemi. Jednak mimo tych dość łagodnych kryteriów, wiele szlachty, zwłaszcza zagrodowej nie było w stanie wylegitymować się ze szlachectwa, ulegając w ten sposób pauperyzacji.